# X-Men (band)
X-Men was een Engelse alternatieve popgroep, die actief was tussen 1984 en 1986.
In 1984 bracht de band de single Do the ghost uit op Creation Records van Alan McGee. Hetzelfde jaar deden zijn een Peel-sessie op de BBC. Het jaar erop verscheen een tweede single onder de naam Spiral girl. Hierna kwam het tot een breuk met Creation Records. In 1986 volgde nog een mini-album, dat, in verband met de nog vast liggende publishing rechten, enkel covers bevatte. Hierna viel de band uiteen.
Drumster Debbie Green dook later onder andere op bij Thee Headcoats. Gitarist Tom Cullinan speelde later bij onder andere The Faith Healers en Quickspace.

## Discografie
- Do the ghost (1984; Creation Records)
- Spiral girl (1985; Creation Records)
- Lillies for my pussy (1986; Media Burn Records)